# Spetsig målarmussla
Spetsig målarmussla (Unio tumidus) tillhör släktet målarmusslor i gruppen sötvattensmusslor. En av de vanligaste arterna i Sverige.
Höger och vänster klaff av samma exemplar:

Höger klaff
Vänster klaff